# Woelige zee met schepen
Woelige zee met schepen is een schilderij van Ludolf Bakhuizen in het Rijksmuseum in Amsterdam.

## Voorstelling
Het stelt een woest golvende zee voor met vooraan een tjalk met bolle zeilen. Op de achtergrond links ligt een groot Nederlands linieschip voor anker. Rechtsvoor zitten een man en een vrouw op de oever, terwijl een tweede man, die een ton vasthoudt, aan komt lopen met zijn hond. Aan de horizon zijn de contouren van een stad zichtbaar, die opgelicht wordt door de zon en zo scherp afsteken tegen de donkere lucht. Welke stad hier bedoeld is, is onbekend. In 1808 werd het werk geveild met ‘eene wedergade’ (pendant). Mogelijk gaat het hier om Het IJ voor Amsterdam dat zich ook in het Rijksmuseum bevindt.

Ludolf Bakhuizen. Het IJ voor Amsterdam. Ca. 1680-1708. Amsterdam, Rijksmuseum Amsterdam.

## Toeschrijving en datering
Het schilderij is linksonder gesigneerd en gedateerd ‘L. Bakh. / 1692’ op het deksel van de ton die vastgehouden wordt door een van de figuren rechtsonder.

## Herkomst
Het werk is afkomstig uit de verzameling van een zekere Van den Enden. Op 19 juni 1765 wordt het mogelijk geveild tijdens de verkoping van de verzameling van Pieter Leendert de Neufville (de oude) in Amsterdam. In 1782 werd het verworven door de Rotterdamse verzamelaar Gerrit van der Pot, heer van Groeneveld, van J. de Neufville. Het werk werd op 6 juni 1808 door het Rijksmuseum gekocht op de boedelveiling van Van der Pot in Rotterdam.